# I will/Animation
「I will/Animation」（アイ・ウィル／アニメーション）は、2014年9月24日にソニー・ミュージックアソシエイテッドレコーズから発売されたChelsyの1枚目のシングル。

## 解説
メジャーデビュー作。エモーショナルなバラード調の「I will」は、テレビアニメ『アオハライド』の挿入歌である。初回盤のみDVD付きであり、初回仕様として同アニメの描き下ろしステッカーが封入された。
Chelsyは、本作の発売日にshibuya eggmanにてワンマンライブ「忘れられない日に、忘れさせないレコ発ライブ！デビューします。」を敢行した。

## 収録曲
CD
1. I will
作詞　近藤ひさし　作曲 編曲　Chelsy 小林章太郎　 テレビアニメ『アオハライド』の挿入歌
2. Animation
作詞・作曲・編曲：AMI、HISASHI KONDO
3. I will -TV MIX-
4. Animation -TV MIX-

DVD
1. Beginning of Chelsy
2. ちら見せTV＃1
3. My Way-music video-